# Парламентские выборы в Венгрии (1990)
Парламентские выборы в Венгрии 1990 года были первые после 1947 года свободные выборы в Венгрии. В них приняли участие 37 партий и беспартийные кандидаты. Выборы состоялись 25 марта и 8 апреля. На них победу одержали правые партии. ВСП (бывшие коммунисты) потерпели сокрушительное поражение, заняв 4-е место.

## Результаты выборов
| Партия                                      | Доля голосов в I туре | Мест получено в I туре | Доля голосов во II туре | Мест получено во II туре | Мест по национальному списку | Всего мест |
| ------------------------------------------- | --------------------- | ---------------------- | ----------------------- | ------------------------ | ---------------------------- | ---------- |
| Венгерский демократический форум            | 23,9 %                | 114                    | 24,7 %                  | 40                       | 10                           | 164        |
| Альянс свободных демократов                 | 21,8 %                | 35                     | 21,4 %                  | 34                       | 23                           | 92         |
| Независимая партия мелких хозяев            | 10,7 %                | 11                     | 11,7 %                  | 16                       | 17                           | 44         |
| Венгерская социалистическая партия          | 10,2 %                | 1                      | 10,9 %                  | 14                       | 18                           | 33         |
| беспартийные                                | 6,9 %                 | 6                      | —                       | —                        | —                            | 6          |
| Христианско-демократическая народная партия | 5,8 %                 | 3                      | 6,5 %                   | 8                        | 10                           | 21         |
| Альянс молодых демократов                   | 4,8 %                 | 1                      | 9 %                     | 8                        | 12                           | 21         |
| Патриотическая избирательная коалиция       | 3,2 %                 | 0                      | 1,9 %                   | 0                        | 0                            | 0          |
| Аграрный союз                               | 2,8 %                 | 2                      | 3,1 %                   | 0                        | 0                            | 2          |
| Венгерская социалистическая рабочая партия  | 2,7 %                 | 0                      | 3,7 %                   | 0                        | 0                            | 0          |
| Венгерская социал-демократическая партия    | 2,1 %                 | 0                      | 3,6                     | 0                        | 0                            | 0          |
| Партия предпринимателей                     | 1,7 %                 | 0                      | 1,9 %                   | 0                        | 0                            | 0          |
| Прочие партии                               | 3,4 %                 | 3                      | 1,6 %                   | 0                        | 0                            | 3          |
| Всего                                       | 100 %                 | 176                    | 100 %                   | 120                      | 90                           | 386        |